# Václav Pavlík
Václav Maria Pavlík (22. srpna 1884 Domažlice – 14. srpna 1953 Domažlice) byl československý legionář, domažlický starosta, gymnaziální profesor a přírodovědec.

## Život

### Rodina
Václav Pavlík se narodil v rodině Antonína Martina Pavlíka, měšťana a mistra mlynářského v Domažlicích, a jeho ženy Anny Pavlíkové (roz. Forstové) jako druhorozený syn. Měl o dva roky starší sestru Annu Mauerovou (1879–1959) a mladší sestru Marii Kitzbergerovou (1886–1972).

### Služba v československých legiích
Během první světové války narukoval do 4. zeměbraneckého pěšího pluku rakousko-uherské armády, v němž sloužil v hodnosti poručíka. Již 17. listopadu 1914 však padl do ruského zajetí u města Medzilaborce. Dne 1. září 1915 podal v Kyjevě přihlášku do československých legií v Rusku, do nichž byl přijat 1. prosince 1917. Zařazen byl ke štábu 2. střelecké divize v hodnosti poručíka.
S legiemi absolvoval sibiřskou anabázi napříč Ruskem a z legií byl propuštěn až 2. února 1920 v hodnosti kapitána. V průběhu služby působil mimo jiné jako plukovní archivář 1. střeleckého pluku Mistra Jana Husi, jehož pamětní knihu po válce také sestavil.

### Politická činnost
V obecních volbách konaných dne 26. května 1929 byl zvolen do městského zastupitelstva v Domažlicích. Na ustavující schůzi zastupitelstva dne 8. června 1929 byl zvolen starostou města hlasy zástupců národních demokratů, živnostníků, lidovců a agrárníků. Funkci starosty vykonával do roku 1935, kdy byl na ustavující schůzi zastupitelstva dne 17. prosince zvolen jeho nástupcem Matěj Rádl.

## Památka
Po Václavu Pavlíkovi je pojmenována Pavlíkova vyhlídka, která se nachází na zelené turistické trase vedoucí z Čerchova na Tři znaky v oblasti CHKO Český les. Vyhlídka se nachází v nadmořské výšce 915 m a je volně přístupná veřejnosti.